# 北京汽車
北京汽車製造廠有限公司（簡体字: 北京汽车制造厂有限公司、Beijing Automobile Works Co., Ltd, 略称：北汽製造、BAW）は、中国の自動車メーカー。もとは北京汽車集団（BAIC）傘下であったが、2016年に民間に売却され、小規模メーカーとして独立した。軍用車にルーツを持つオフロード車「BJ212」などの製造・販売を行う。

## 沿革
1953年、中国政府の投資により北京第一汽車附件廠として設立され、自動車部品の製造を行った。1958年に初の乗用車「井岡山」を完成させ、北京汽車制造廠へ改称した。
1984年、アメリカン・モーターズと合弁で北京ジープ（北京吉普汽車）を設立し中・大型オフロード車の製造を開始、1987年には（北京摩托車製造廠）と合弁で北京汽車摩托車聯合製造公司を設立し小・中型のオフロード車の製造を開始した。
1994年、北京汽車工業控股有限公司（BAICの前身）が設立されBAWはグループ傘下となる。
1997年、北汽福田公司が設立され、商用車の生産を開始した。

### グループから分離
2010年に親会社が北京汽車集団有限公司（BAIC Group Co., Ltd.）に改称し、香港市場に子会社として北京汽車股份有限公司（BAIC Motor）を上場させた。BAICは、自主ブランド路線を推進し「北京」（Beijing）やEVブランド「Arcfox」を新たに立ち上げた。
採算性の面から、2016年頃にはBAWの株式は民間に売却され、国営企業から民間企業へ移行した。

## 生産車種

### オフロード
- 陸覇
- 騎士
- ジープ

### ピックアップ/SUV
- 陸鈴

### キャブオーバー
- 海獅

### トラック
- 1041
- 旗鈴